# Пісків (зупинний пункт)
Піскі́в — пасажирська зупинна залізнична платформа Рівненської дирекції Львівської залізниці.
Розташована в селі Пісків Костопільського району Рівненської області на лінії Рівне — Сарни між станціями Моквин (5,5 км) та Костопіль (8,5 км).
Станом на вересень 2017 р. на платформі зупиняються приміські поїзди.